# Стефанковиці-Колонія
Стефанковиці-Колонія (пол. Stefankowice-Kolonia) — колонія у Польщі, в Люблінському воєводстві Грубешівського повіту, ґміни Грубешів.
| Польща | Це незавершена стаття з географії Польщі. Ви можете допомогти проєкту, виправивши або дописавши її. |